# C'est dur d'être un homme : C'est dur d'être Tora-san
Série C'est dur d'être un homme
C'est dur d'être un homme : La Confession
(1991) C'est dur d'être un homme : La Proposition de mariage
(1993)
Pour plus de détails, voir Fiche technique et Distribution.
C'est dur d'être un homme : C'est dur d'être Tora-san (男はつらいよ 寅次郎の青春, Otoko wa tsurai yo: Torajirō no seishun) est un film japonais réalisé par Yōji Yamada et sorti en 1992. C'est le 45e film de la série C'est dur d'être un homme.

## Synopsis
Tora-san fait la connaissance de Choko, la propriétaire d'un salon de coiffure à Aburatsu dans la préfecture de Miyazaki, chez qui il se fait héberger. Izumi Oikawa, l'amie de Mitsuo se rend de son côté au mariage d'une de ses camarades de classe à Miyazaki. Au cours d'une visite de la ville, elle croise par un heureux hasard Tora-san et assiste impuissante à sa chute dans un escalier. Blessé à la cheville, Tora-san est conduit à l'hôpital tandis qu'Izumi téléphone à sa famille à Shibamata (ja) pour les informer de l'accident. Mitsuo, inquiet pour son oncle, se propose immédiatement pour se rendre sur place. Il est aussi très pressé de retrouver Izumi dont il est amoureux. 

## Fiche technique
- Titre : C'est dur d'être un homme : C'est dur d'être Tora-san[1]
- Titre original : 男はつらいよ 寅次郎の青春 (Otoko wa tsurai yo: Torajirō no seishun?)
- Réalisation : Yōji Yamada
- Scénario : Yōji Yamada et Yoshitaka Asama
- Photographie : Tetsuo Takaha (ja) et Mitsufumi Hanada
- Montage : Iwao Ishii (ja)
- Musique : Naozumi Yamamoto
- Décors : Mitsuo Degawa
- Son : Isao Suzuki (ja) et Ryūji Matsumoto (ja)
- Producteurs : Shigehiro Nakagawa, Kiyoshi Shimazu et Hiroshi Fukazawa
- Société de production : Shōchiku
- Pays de production :  Japon
- Langue originale : japonais
- Format : couleur — 2,35:1 — 35 mm — son mono
- Genres : comédie dramatique ; romance
- Durée : 101 minutes[2] (métrage : huit bobines - 2 861 m[2])
- Dates de sortie :
  - Japon : 26 décembre 1992[2]

## Distribution
- Kiyoshi Atsumi : Torajirō Kuruma / Tora-san
- Chieko Baishō : Sakura Suwa, sa demi-sœur
- Masami Shimojō (ja) : Ryūzō Kuruma, son oncle
- Chieko Misaki (ja) : Tsune Kuruma, sa tante
- Gin Maeda (en) : Hiroshi Suwa, le mari de Sakura
- Hidetaka Yoshioka : Mitsuo Suwa, le fils de Sakura et de Hiroshi
- Kumiko Gotō : Izumi Oikawa, la petite amie de Mitsuo
- Mari Natsuki : Reiko Oikawa, la mère d'Izumi
- Jun Fubuki : Choko
- Masatoshi Nagase : Ryūsuke, le frère de Choko
- Ryōsei Tayama (ja) : le patron du magasin de disques
- Makoto Akatsuka (ja) : le policier
- Keiroku Seki (ja) : Ponshū
- Hisao Dazai (ja) : Umetarō Katsura, le voisin imprimeur
- Gajirō Satō (ja) : Genko
- Chishū Ryū : Gozen-sama, le grand prêtre
- Masayasu Kitayama (ja) : Sanpei, l'employé du magasin Kuruma-ya à Shimabata

## Récompenses et distinctions
- Meilleur film lors des 3e prix de l'Agence de la Culture[3]